# Réserve écologique Samuel-Brisson
Die Réserve écologique Samuel-Brisson ist ein im Jahr 1982 auf einer Fläche von 790 ha eingerichtetes Schutzgebiet im äußersten Süden der kanadischen Provinz Québec, in der Grafschaftsgemeinde Le Haut-Saint-François.
Es liegt an der Nordostflanke des Mont Mégantic und liegt daher in der Nachbarschaft des dortigen Parc national. Seine Aufgabe liegt in Schutz und Repräsentation der Höhenzüge der Appalachen, der Hügel um den Mégantic und zweier Seen, nämlich des Lac Etchemin und des Lac Squatec.
Das Gebiet liegt zwischen 400 und 900 m über dem Meeresspiegel. In zwei aufeinander folgenden Vergletscherungsphasen entstanden am Berg verschiedene Moränen, die sich überlagerten. Das Wasser transportierte einen Teil des Tillits talwärts, weiter oben, auf den flacheren Abschnitten, verblieb er hingegen.
In den tiefer gelegenen Gebieten findet man vor allem Laubwald, darüber Mischwald, schließlich in den höheren Lagen Nadelwald. Während weiter unten die Gelb-Birke dominiert, gesellt sich in den mittleren Lagen zwischen 650 und 800 m über dem Meeresspiegel die Balsam-Tanne hinzu. Darüber weicht die Gelbbirke der Papier-Birke. Über 800 m herrschen Amerikanische Rot-Fichte, Weiß-Fichte und Papierbirke vor. Zwei gefährdete Arten stehen hier unter Schutz: Allium tricoccum, hier Oignon sauvage (Wildzwiebel) oder Ail des bois (Waldknoblauch) genannt, und Viola rotundifolia aus der Familie der Veilchengewächse.
In dem Gebiet lebt neben zahlreichen anderen Vogelarten, für die das Bergmassiv bekannt ist, die Bicknelldrossel.
Der Name des Gebiets geht auf den Botaniker Samuel Brisson (1918–1982) zurück, der vor allem die Flora in der Verwaltungsregion Estrie untersuchte, aber auch im Saguenay–Lac-Saint-Jean und im Norden Québecs tätig war. Das Herbarium Rolland-Germain an der Universität von Sherbrooke wurde durch seine Tätigkeit zum drittwichtigsten in der Provinz.

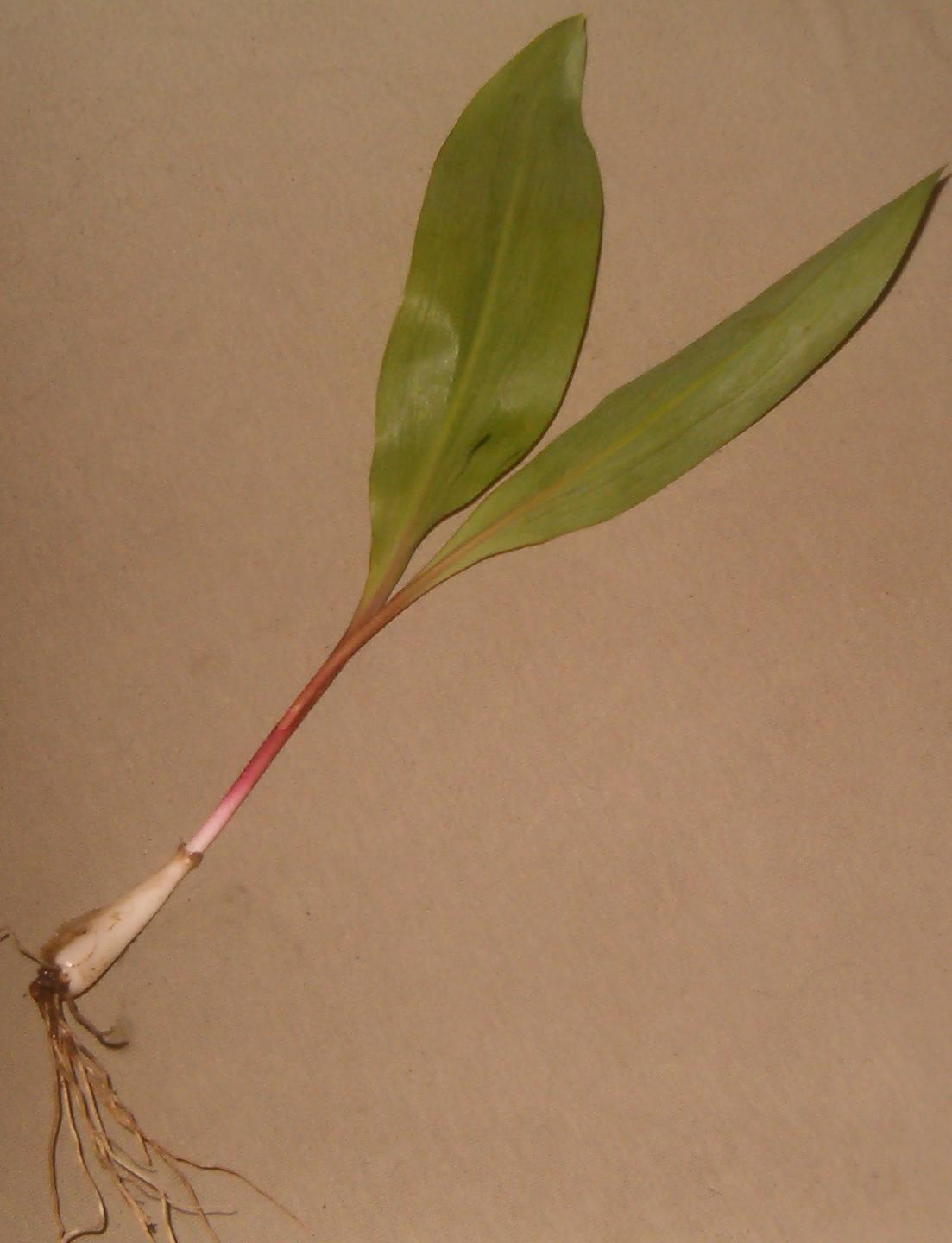
Allium tricoccum
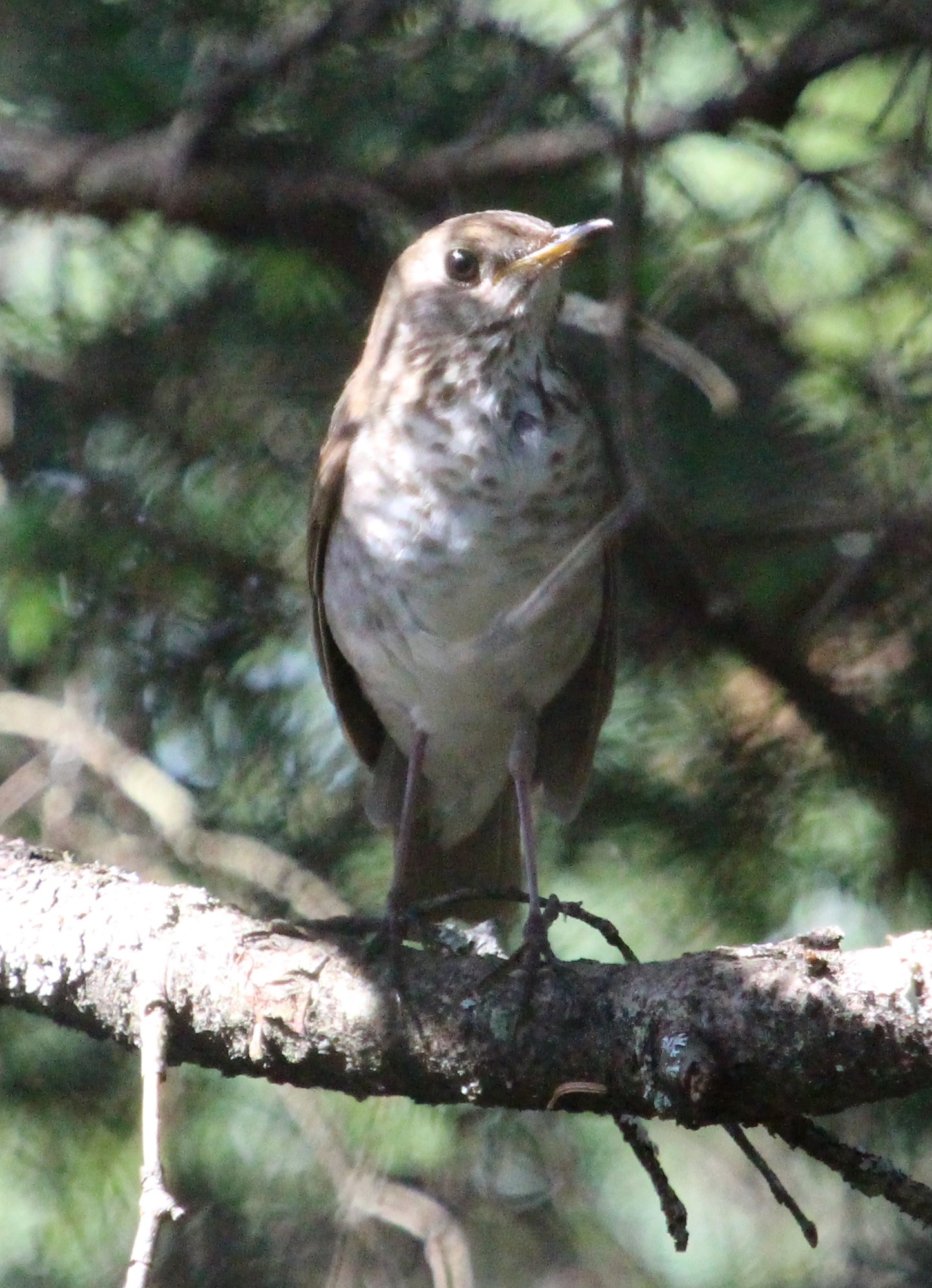
Bicknelldrossel